# AIR-G' 40 VIBES
COUNTDOWN PROGRAM AIR-G' 40 VIBES（カウントダウン・プログラム・エアージー・フォーティー・バイブス）は、エフエム北海道（AIR-G'）で放送していた独自の音楽ランキングを扱ったラジオ番組。略称は、「AIR-G' 40 VIBES」・「40 VIBES」。

## 概要
DJ龍太がメインパーソナリティとして週間ランキングチャートの第40位から第1位まで（TOP40）カウントダウンにて紹介をする。ランキングの基準は、「龍太ポイント」、「リクエスト回数」、「オンエアー回数」、「北海道内のCDショップ売上数」、「着うたランキング」を集計する。特にリスナーからのリクエストを重視とする。リクエスト方法は、メール・FAX。また、年度末の放送回には、年度総合ランキングTOP100も紹介する。
1999年4月から2009年3月まで金曜日夕方に放送されていた『AIR-G' FRIDAY TOP 40』が放送曜日を木曜日へ変更しリニューアルしたカウントダウン番組。当番組の打ち切りにより、AIR-G'はランキング番組を休止することになった。

## 放送時間
- 木曜日 18:00 - 18:55・19:00 - 20:00（2009年 - 2013年3月28日）

## タイムテーブル
第一部
- 18:00 オープニング
- 18:25 Traffic Information（道路交通情報）
- 18:45 SMILE SAFETY PROJECT
- 18:55 （※第一部は、ここまで）道新ヘッドラインニュース

第二部
- 19:00
- 20:00 放送終了 次番組『みんおんJASMINE EXPRESS』（くどうみき）

## 出演者
メインパーソナリティ
- DJ龍太